# Platja del Serradal (Alcalà de Xivert)
La Platja del Serrradal és una platja del municipi d'Alcalà de Xivert en la comarca del Baix Maestrat (País Valencià).
Aquesta platja limita al nord amb la platja de Manyetes i al sud amb la platja de Capicorb i té una longitud de 1.000 m, amb una amplària de 10 m. Inclou la desembocadura del riu de Sant Miquel.
És una platja recta, oberta i tranquil·la, amb un nivell d'ocupació baix que afavoreix la pràctica nudista, i situada en un entorn semiurbà. La part peninsular és de còdols i la marítima, d'arena fina.
Compta amb els certificats de qualitat ambiental ISO 9001 i ISO 14001.